# Gonneville
Pour les articles homonymes, voir Gonneville (homonymie).
Gonneville est une ancienne commune française du département de la Manche et la région Normandie, devenue le 1er janvier 2016 une commune déléguée au sein de la commune nouvelle de Gonneville-Le Theil. Ce statut est supprimé lors du renouvellement du conseil municipal en 2020.

## Géographie
L'ancienne commune, qui se trouve à proximité de la ville Cherbourg-en-Cotentin, est limitée au sud par la Saire, à l'est le ruisseau de la Fontaine qui la sépare de Théville, au nord, celle limite passe à travers la lande où a été établi l'aéroport, et à l'ouest par le ruisseau du Pas Vastel qui la sépare de Digosville.

## Urbanisme
Le territoire communal est composé, du château et de l'église située en face et qui forment le village de l'Église, le noyau historique, et, un habitat très dispersé, avec de nombreux hameaux et lieux-dits : la vallée, les Aulnays, Le Maresquier, Hameau Pinabel, etc.

## Toponymie
Le nom de la localité est attesté sous les formes Gunnovilla en 1106 et en 1107, Gonnouvilla en 1271.

## Histoire

### Protohistoire
Sur la commune on a découvert de nombreuses haches de bronze attestant d'une occupation ancienne.

### Antiquité
Une voie romaine (voie antique du cap Lévi à la forêt de Barnavast) passait au nord, au Hamel les Ronches (actuelle D 901). M. de Gerville y a trouvé de nombreux fragments de tuiles romaines. Le lieu-dit le Castelet situé à 130 mètres d'altitude laisse supposer à un lieu anciennement fortifié.

### Moyen Âge
La seigneurie de Gonneville, qui relevait de l'baronnie de Néhou, est mentionnée dans l'acte de donation daté de 920, qu'en fait Richard de Saint-Sauveur à son fils Néel. Elle sera élevée plus tard au titre de marquisat.
Jean sans Terre résida à Gonneville de 1194 à 1203.
En 1417, Gonneville a pour seigneur Robert de Montauban.

### Temps modernes
En 1527, Catherine de Montauban vend la seigneurie de Gonneville, avec celle de Quinéville, à Jean Laguette, secrétaire et notaire du roi. En 1546, celui-ci fait aveu au roi du plein fief de Gonneville et Fermanville,.
La terre de Gonneville était également, pour moitié, la propriété de Jean de Pirou seigneur de Fermanville,.
En 1567, Ollivier de Pirou, écuyer, sieur de Beaumont à Néville, de Fermanville, de Mangneville à Cosqueville, de Gonneville, de Maupertus et de Rideauville, est taxé pour ces fiefs de 134 livres dans le rôle des nobles et roturiers, au titre du ban et de l'arrière ban de la vicomté de Coutances, réalisé par Gilles Dancel, seigneur d'Audouville, lieutenant général du bailli de Cotentin, tenu à Coutances les 20-22 octobre. Le fief de Gonneville, plein fief de haubert tenu du roi, avait des extensions Carneville, Maupertus, Le Theil, Bretteville, Brillevast et Cosqueville.
C'est à Gonneville, au hameau Lemaresquier, que François de la Cour du Tourps, chef des Ligueurs, fut tué par les gens du roi de France, dans la nuit du 22 décembre 1592.

### Époque contemporaine
La commune est titulaire de la croix de guerre 1939-1945 par décret du 11 novembre 1948.

### Les forges de Gonneville
Gilles de Gouberville (1521-1578), sieur du Mesnil-au-Val est le témoin du développement des grandes forges de Gonneville,, créées à l'initiative du vicomte de Valognes, Thomas Laguette et de son frère Jean, seigneur et patron de la paroisse, et qui fonctionneront jusqu'à la Révolution. En 1797, le propriétaire, Jean Dauphin fera construire sur leur emplacement une filature qui emploiera jusqu'à une centaine d'ouvriers,, 128 ouvriers en 1838. L'établissement avait été acheté en 1816 par M. François-Philippe Sellier, et l'un de ses fils, François-Édouard, y apportera des perfectionnements. En 1819, la filature obtient une médaille à l'Exposition Générale à Paris et des mentions honorables aux expositions suivantes. En 1888, la filature est transformée par son propriétaire Paul Fleury, après la crise cotonnière, pour transformer la pierre d'amiante en fil qui servit à fabriquer du papier, du carton, du tissu et des matelas incombustibles. Après la Première Guerre mondiale, l'usine est remplacée par une scierie, et de nos jours par une pisciculture.

## Politique et administration

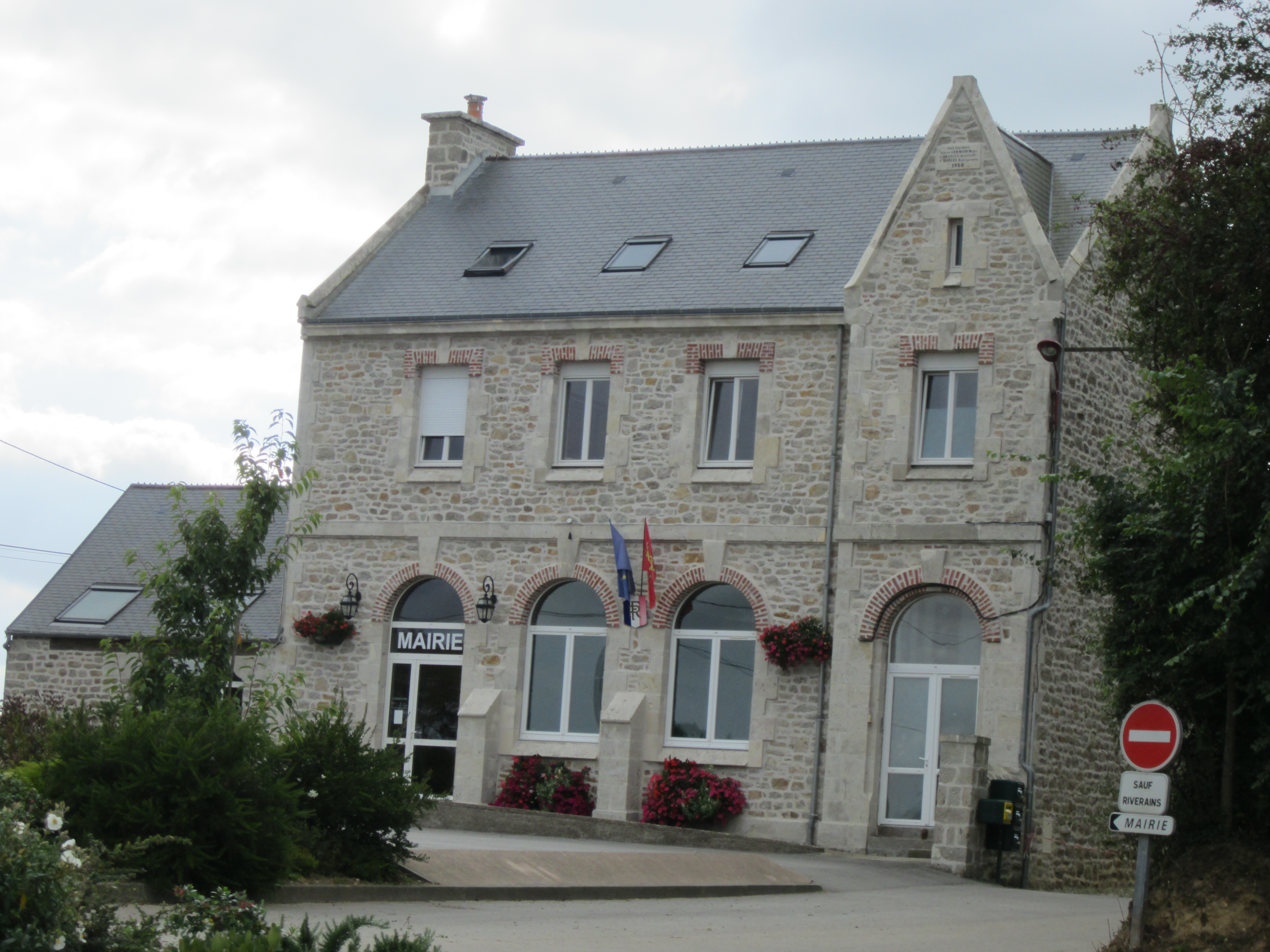
La mairie.

| Période      | Période      | Identité       | Étiquette | Qualité                                 |
| ------------ | ------------ | -------------- | --------- | --------------------------------------- |
| janvier 2016 | janvier 2016 | Luc Dufour     | SE        | Commerçant Maire de la commune nouvelle |
| janvier 2016 | juin 2020    | Gérard Vautier | SE        |                                         |

## Population et société
Les habitants sont appelés les Gonnevillais.

### Démographie
En 2018, la commune comptait 879 habitants. Depuis 2004, les enquêtes de recensement dans les communes de moins de 10 000 habitants ont lieu tous les cinq ans (en 2007, 2012, 2017, etc. pour Gonneville) et les chiffres de population municipale légale des autres années sont des estimations.
| 1793  | 1800  | 1806  | 1821  | 1831  | 1836  | 1841  | 1846  | 1851  |
| ----- | ----- | ----- | ----- | ----- | ----- | ----- | ----- | ----- |
| 1 236 | 1 071 | 1 336 | 1 389 | 1 338 | 1 370 | 1 285 | 1 269 | 1 178 |

| 1856  | 1861  | 1866  | 1872 | 1876 | 1881 | 1886 | 1891 | 1896 |
| ----- | ----- | ----- | ---- | ---- | ---- | ---- | ---- | ---- |
| 1 162 | 1 102 | 1 076 | 964  | 978  | 921  | 853  | 815  | 702  |

| 1901 | 1906 | 1911 | 1921 | 1926 | 1931 | 1936 | 1946 | 1954 |
| ---- | ---- | ---- | ---- | ---- | ---- | ---- | ---- | ---- |
| 658  | 658  | 691  | 612  | 565  | 561  | 513  | 514  | 512  |

| 1962 | 1968 | 1975 | 1982 | 1990 | 1999 | 2006 | 2011 | 2016 |
| ---- | ---- | ---- | ---- | ---- | ---- | ---- | ---- | ---- |
| 507  | 527  | 489  | 654  | 773  | 853  | 859  | 884  | 904  |

| 2018 | - | - | - | - | - | - | - | - |
| ---- | - | - | - | - | - | - | - | - |
| 879  | - | - | - | - | - | - | - | - |

## Économie
Une partie de l'aéroport de Cherbourg - Manche est située sur la commune.

## Culture locale et patrimoine

### Lieux et monuments

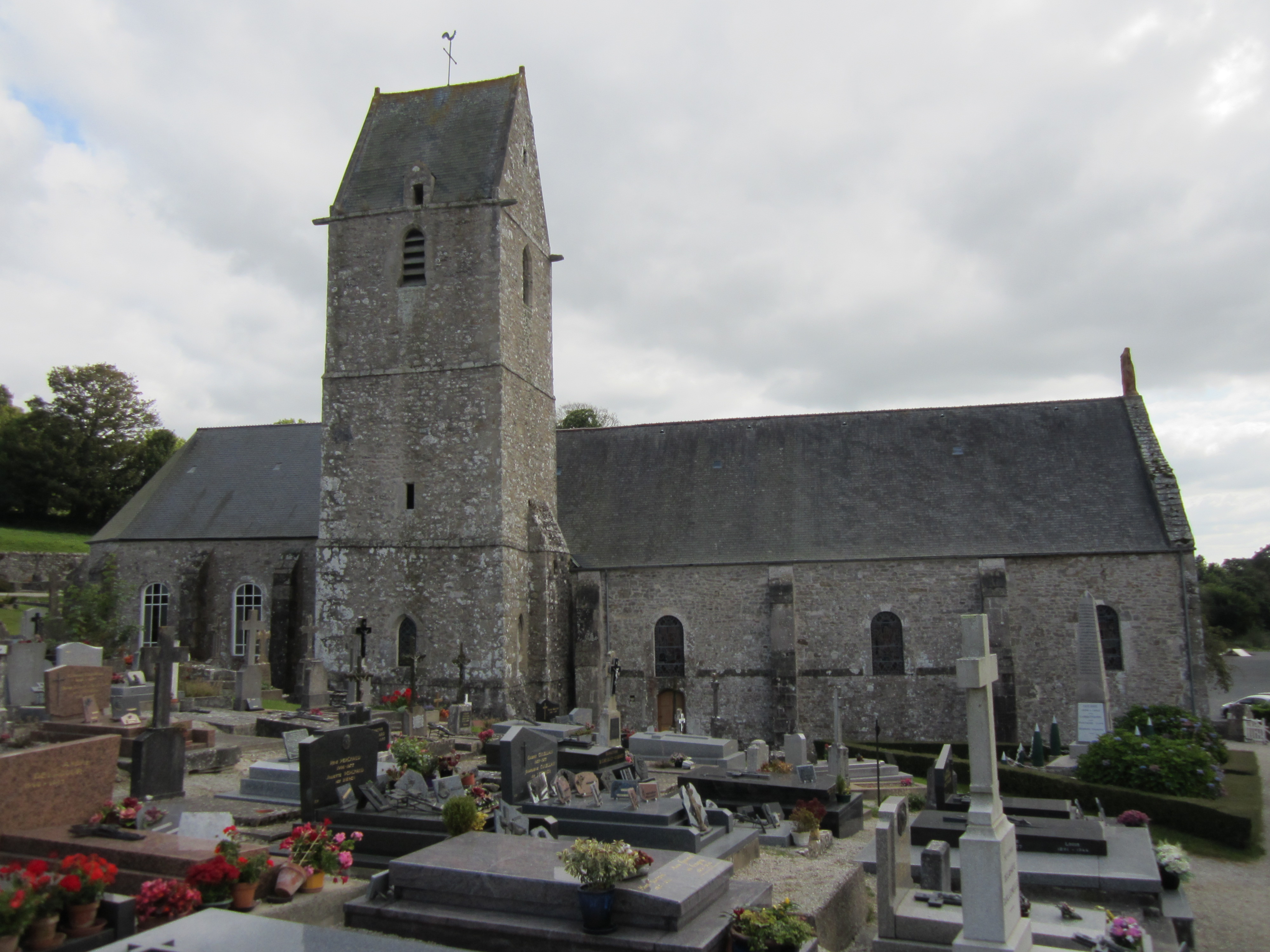
L'église Saint-Martin.

- Château de Gonneville : donjon carré du XIVe siècle et tours circulaires, logis du XVIIIe siècle, résidence de la famille de Barthès de Montfort, inscrit en 1972 aux monuments historiques[27]. Le château qui a joué un rôle pendant les Guerres de la Ligue fut en partie démoli au XIXe siècle dans l'espoir d'y trouver un trésor[8]. Chêne-liège classé arbre remarquable.
- Ferme de l’Étang : Propriété ayant appartenu à la famille Lenoir du XVIe au XVIIIe siècle. Bernardin Lenoir fut le capitaine de la paroisse de Gonneville au XVIIIe siècle. Le logis possédait autrefois une tour d’escalier.
- Église Saint-Martin des XVe, XVIIIe – XIXe siècle, inscrite en 1972 aux monuments historiques[28]. Elle abrite une statue de saint Antoine du XVe, les groupes sculptés : Charité de saint Martin du XVe et saint Gilles et sa biche du XVIe, ainsi qu'un maître-autel du XVIIIe, classés au titre objet aux monuments historiques[29].
- Ancien presbytère construit à l'initiative du curé de Gonneville, Jean Le Cartel. Sur les linteaux de la fenêtre et de la porte centrale, on lit : Pasce oves Dei — Pascite gregrem Dei, 1680[16].
- Traces de voie romaine au lieu-dit Hamel-ès-Ronches qui allait du cap Lévi à la forêt de Barnavast.
- Étang de Gonneville d'une superficie de huit hectares, près du bois de Blanqueville. Il a été constitué par un élargissement du cours d'eau agrandi au moment de la création d'une filature afin d'assurer un débit suffisant à une chute d'eau et actionner une turbine[18].
- Fontaine Saint-Clair, dans le bois de Barnavast, dont les eaux guériraient les affections de la vue, lieu d'un pèlerinage local[30].
- Aéroport de Cherbourg - Manche situé en partie sur la commune.
- Bois de Blanqueville, au sud-est, vestige de la grande forêt qui recouvrait le nord-Cotentin au Moyen Âge.
- Lavoir aux Aulnays.

### Personnalités liées à la commune
- La famille d'Aboville est originaire de Gonneville.
- Bernard Jacqueline, prêtre, curé de Gonneville de 1947 à 1951.

### Héraldique
| Armes de Gonneville | Les armes de la commune de Gonneville se blasonnent ainsi : d'or à la fasce d'azur chargée d'une étoile d'argent, sommée d'un lion issant de gueules et soutenue de trois trèfles de sinoples ordonnés 2 et 1. Gonneville n'a pas de blason officiel. |